# Francisco Lama Díaz
Francisco Lama Díaz (Coria del Río, 18 de novembre de 1975) és un futbolista andalús, que ocupa la posició de migcampista.

## Trajectòria
Comença a destacar al Coria, i d'ací passa al planter del Sevilla FC. Hi debuta amb el primer equip a la temporada 98/99, tot jugant 12 partits. Eixe any els sevillans ascendeixen a la màxima categoria, i en ella, el migcampista hi signa la seua millor campanya a l'equip, amb 26 partits, encara que el conjunt és cuer.
Encara hi romandria tres temporades més al Sevilla, entre Primera i Segona Divisió, sent suplent en totes tres. Iniciadla temporada 02/03, marxa al Córdoba CF, de la categoria d'argent, on gaudeix d'una bona quantitat de minuts tot i ser titular indiscutible. El 2005, baixa el seu equip baixa a Segona B.